# 石井寛治
石井 寛治（いしい かんじ、1938年2月3日 - ）は、日本の経済学者・歴史学者。専門は日本経済史。経済学博士（東京大学・論文博士・1974年）。東京大学名誉教授。日本学士院会員。東京府（現・東京都）出身。妻は元恵泉女学園大学学長の石井摩耶子。

## 略歴
東京府（現・東京都）出身。1960年東京大学経済学部卒業、1965年同経済学研究科博士課程単位取得退学、東京大学経済学部助手、1968年助教授、1981年教授、1998年定年退官、名誉教授、東京経済大学経営学部教授、2004年退任。1974年東京大学より経済学博士の学位を取得。論文の題は「日本蚕糸業史分析 日本産業革命研究序論」。 
2009年日本学士院会員。

## 著書

### 単著
- 『日本蚕糸業史分析　日本産業革命研究序論』（東京大学出版会、1972年）
- 『日本経済史』（東京大学出版会、1976年/第2版、1991年）
- 『近代日本とイギリス資本　ジャーディン=マセソン商会を中心に』（東京大学出版会、1984年）
- 『開国と維新』<大系日本の歴史12>（小学館、1989年/小学館ライブラリー、1993年）
- 『日本の産業化と財閥』（岩波ブックレット、1992年）
- 『情報・通信の社会史　近代日本の情報化と市場化』（有斐閣、1994年）
- 『日本の産業革命　日清・日露戦争から考える』（朝日選書、1997年）
- 『近代日本金融史序説』（東京大学出版会、1999年）
- 『情報化と国家・企業』<日本史リブレット>（山川出版社、2002年）
- 『日本流通史』（有斐閣、2003年）
- 『経済発展と両替商金融』（有斐閣、2007年）
- 『帝国主義日本の対外戦略』（名古屋大学出版会、2012年）
- 『資本主義日本の歴史構造』（東京大学出版会、2015年）
- 『資本主義日本の地域構造』東京大学出版会、2018

### 共著
- （中村政則・春日豊）『経済構想 (日本近代思想大系）』（岩波書店、1988年）

### 編集
- 『日本銀行金融政策史』（東京大学出版会、2001年）
- 『近代日本流通史』（東京堂出版、2005年）
- 『石井家の人びと』(日本経済評論社、2021年)

### 共編
- （海野福寿・中村政則）『近代日本経済史を学ぶ』上・下（有斐閣、1977年）
- （関口尚志）『世界市場と幕末開港』（東京大学出版会、1982年）
- （山口和雄）『近代日本の商品流通』（東京大学出版会、1986年）
- （林玲子）『近世・近代の南山城　綿作から茶業へ』（東京大学出版会、1998年）
- （原朗・武田晴人）『日本経済史』全6巻（東京大学出版会、2000年-2010年）
- （杉山和雄）『金融危機と地方銀行　戦間期の分析』（東京大学出版会、2001年）
- （中西聡）『産業化と商家経営　米穀肥料商廣海家の近世・近代』（名古屋大学出版会、2006年）

### 刊行史料
- （林玲子）『白木屋文書問屋株帳』（るぼわ書房、1998年）

## 受賞歴
- 1967年 日経・経済図書文化賞
- 1984年 同上
- 1996年 電気通信普及財団賞
- 2003年 紫綬褒章